# Eerste Kamerverkiezingen 2011/Kandidatenlijst/OSF
De kandidatenlijst voor de Eerste Kamerverkiezingen 2011 van de Onafhankelijke SenaatsFractie (OSF) werd als volgt vastgesteld:

## Lijst
1. Kees de Lange
2. Henk ten Hoeve
3. Marten Bierman
4. François Babijn